# 뉴 노멀 (경제)
뉴 노멀(new normal)이란 경제, 사회 등이 위기 이전 상황인 '올드 노멀'(old normal) 이후 새롭게 정착한 상태이다. 이 용어는 제 1 차 세계 대전, 2007-2008년 금융 위기, 9월 11일 공격 , 2008-2012년 글로벌 경기 침체의 여파 , COVID-19 유행병 및 기타 사건과 관련하여 사용되었다.

## 사용 내역

### 2005년 조류 인플루엔자
이 문구는 2005년에 Peter M. Sandman과 Jody Lanard가 조류 인플루엔자에 대한 대중의 태도를 조작하는 방법과 관련하여 사용되었다. 그들은 독감 전염병과 같은 새로운 위험에 대한 초기의 일시적인 두려움은 인내해, 함이초기 기간은 "가르칠 수 있는 순간"이자 "새로운 정상"을 수립 할 기회를 제공한다고 설명했다.

### 2008년 금융 위기
이 문구는 경제학자와 정책 입안자들에게 산업 경제가 2007-2008 금융 위기 이후 다시 최근으로 돌아갈 것이라는 믿음을 경고하는 맥락에서 사용되었다.
2009년 1월 29일, Philadelphia City Paper는 그의 커버 스토리 "Prepare for the Best"를 소개 할 때 커뮤니티 개발에서 "새로운 표준"의 필요성을 언급 한 Paul Glover (활동가)를 인용했다.
국제 통화 기금에서 Mohamed A. El-Erian이 강연한 내용은 "산업 국가의 새로운 표준 탐색"이었다. 강연에서 El-Erian은 "우리가 이 용어를 사용하는 것은 위기가 단순한 살상이라는 개념을 넘어 논의를 옮기려는 시도였다. 그것은 다년간의 피할 수 없는 결과였다. " > El-Erian의 강연에서 언론인 Rich Miller와 Matthew Benjamin이 작성한 2008년 5월 18일 Bloomberg News 기사에서 "Post-Subprime 경제는 미국에서 새로운 표준으로서의 하위 성장을 의미합니다"라는 용어를 사용하여 처음으로 인용한다.

### 2012년 미국 대통령 토론
이 문구는 이후 ABC News, BBC News, New York Times에서 사용되었으며 2012년 미국 제 2차 대선 토론의 사회자 인 Candy Crowley 의 질문의 일부였다.

### 2012년 중국의 경기 침체
2012년 이후 중국 경제는 두 자릿수 수준 (2007~2009년 금융 위기 이전)에서 2014년 약 7%로 감소하면서 현저한 둔화를 보였다. 2014년 시진핑 중국 공산당 사무 총장의 성명은 중국이 '새로운 정상'으로 진입하고 있음을 시사했다. 이 용어는 이후 언론에 의해 대중화되었으며 가까운 미래에 중국의 7% 성장률에 대한 기대치를 의미하게 되었다. 이는 중국 정부가 중장기적으로 완만하지만 더 안정적인 경제 성장을 기대할 것임을 나타낸다.

### 2020 COVID-19 대유행
COVID-19 대유행 기간 동안 '뉴 노멀'이라는 용어는 대유행 중 또는 대유행 후 인간 행동 의 변화를 가리키는데 많이 사용되었다.
University of Kansas Health System의 의사들은 전염병이 대부분의 사람들의 일상 생활을 바꿀 것으로 예상한다. 여기에는 악수 및 포옹과 같은 사람 간 접촉 제한이 포함된다. 또한 다른 사람과의 거리를 유지하거나 사회적 거리를 유지하는 것도 될 수 있다.

## 비판
일부 해설자들은 비정형적인 상황이나 행동을 설명하면서 미디어가 이 문구를 남용하고 오용하는 것을 반대하여 클리셰로 치부했다.

## 대중 문화에서

### 뉴 노멀 (TV 시리즈)
The New Normal은 2012년 9월 10일부터 2013년 4월 2일까지 NBC에서 방영된 미국 시트콤이다.

### 뉴 노멀 (영화)
나이지리아 영화 감독 Teniola Olatoni Ojigbede가 2020년에 제작한 드라마이다.

## 참고 문헌
1. ↑  “There's nothing new about the 'new normal' - and here's why”. 《World Economic Forum》 (영어). 2020년 9월 26일에 확인함.
2. ↑  Peter M. Sandman and Jody Lanard (2005). “Bird Flu: Communicating the Risk”. 《Pan american Health Organisation / World Health Organisation》. 5쪽. 2020년 8월 25일에 확인함.
3. ↑  《Navigating the New Normal in Industrial Countries》. International Monetary Fund. 2010년 12월 15일. 12–쪽. ISBN 978-1-4552-1168-5. 2012년 10월 18일에 확인함.
4. ↑  "Gotta Find a Better Way", Philadelphia City Paper, January 29, 2009 paragraph 3
5. 1 2  Josie Cox. COVID-19 And The Corporate Cliché: Why We Need To Stop Talking About ‘The New Normal’, Forbes, April 22, 2020
6. ↑  “Post-Subprime Economy Means Subpar Growth as New Normal in U.S.”. 《www.bloomberg.com》. 2008년 5월 18일. 2020년 9월 26일에 확인함.
7. ↑  Gomstyn, Alice (2009년 6월 15일). “Finance: Americans adapt to the 'New Normal'”. 《ABC News》.
8. ↑  “Is America's high jobless rate the new normal?”. 《BBC News Online》. 2012년 8월 10일.
9. ↑  Johnson, Glen (2012년 10월 16일). “Candidates aggressive in 2nd debate”. 《Boston Globe》.
10. ↑  Saggu, A.; Anukoonwattaka, W. (2015). “China's 'New Normal': Challenges Ahead for Asia-Pacific Trade”. United Nations ESCAP. SSRN 2628613.
11. ↑  Saeed Elnaj. The 'New Normal' And The Future Of Technology After The Covid-19 Pandemic, Forbes, Jan 25, 2021
12. ↑  David Hochman. The New Normal: What Comes After COVID-19? Experts predict how the pandemic will change our lives, AARP, June 8, 2020.
13. ↑  The New Normal After the Coronavirus Pandemic, Bloomberg, 2020
14. ↑  Sharon Kirkey. After the COVID-19 crisis ends, what does our 'new normal' look like?, national Post, May 2, 2020
15. ↑  Brian O'Keefe. What comes next: How leaders can cope with America’s ‘new normal’, Fortune, February 4, 2021
16. ↑  Eric Lloyd and Kaleb Vinton. Special Report: The New Normal – The Changes That Will Outlast COVID-19 보관됨 2021-06-24 - 웨이백 머신, WWTV/WWUP-TV 9&10 News, February 18, 2021
17. ↑  Survey XII: Digital New Normal 2025 – After the Outbreak: Hopes and worries for the evolution of humans and digital life in the wake of the arrival of the COVID-19 pandemic, Elon University/Pew Research Center
18. ↑  “The 'new normal' after coronavirus”. 《Kansas Capitol Bureau》. 2020년 5월 1일. 2020년 11월 30일에 원본 문서에서 보존된 문서.
19. ↑  Catherine Rampell. The New Normal is Actually Pretty Old, The New York Times, January 11, 2011
20. ↑  “There's nothing new about the 'new normal' - and here's why”. 《World Economic Forum》 (영어). 2020년 9월 26일에 확인함.
21. ↑  Laura Berger. American Black Film Fest 2020 Women Directors: Meet Teniola Olatoni Ojigbede – “The New Normal”, Women and Hollywood, August 24, 2020
22. ↑  Nigerian Filmmaker, Teniola Olatoni Premieres “The New Normal” to Rave Reviews, AP, November 18, 2020

## 추가 자료
- 새로운 표준 평가 : 9월 11일 이후 미국의 자유와 안보 . 인권 변호사위원회, 2003
- Briscoe, Jill. The New Normal : Living a Fear-Free Life in a Fear-Driven World, Muptnomah Publishers, 2005.
- Etzioni, Amitai. 새로운 표준 : 개인의 권리와 공동선 사이의 균형 찾기 . 뉴저지주 뉴 브런 즈윅 : Transaction Publishers, 2015.
- McNamee, Roger 및 David Diamond. 새로운 표준 : 큰 위험의시기에 큰 기회 . 뉴욕 : 포트폴리오, 2004.
- 포터, 수잔. 911 이후 'New'-Normal : 우리는 누구인가? 왜 우리는 여기 있니? 우리는 어디로 가는가? . 2003년 작가의 집
- 테일러, 비키. 새로운 표준 : 9월 11일 이후에 FDNY 소방관이 삶의 도전에 나서는 방법 . FDNY의 상담 서비스 부서, 2002